# Stary Gościniec (Miłków)
Stary Gościniec – część wsi Miłków w Polsce, położona w województwie świętokrzyskim, w powiecie ostrowieckim, w gminie Bodzechów.
W latach 1975–1998 Stary Gościniec administracyjnie należał do województwa kieleckiego.